# Loganville (Geórgia)
Loganville é uma cidade localizada no estado americano de Geórgia, no Condado de Gwinnett e Condado de Walton.

## Demografia
Segundo o censo americano de 2000, a sua população era de 5435 habitantes.
Em 2006, foi estimada uma população de 9547, um aumento de 4112 (75.7%).

## Geografia
De acordo com o United States Census Bureau tem uma área de 15,6 km², dos quais 15,6 km² cobertos por terra e 0,0 km² cobertos por água. Loganville localiza-se a aproximadamente 301 m acima do nível do mar.

## Localidades na vizinhança
O diagrama seguinte representa as localidades num raio de 16 km ao redor de Loganville.